# De Thier

Wapen de Thier

De Thier (ook de Thier Nagelmackers en de Thier de Neercanne) is een geslacht afkomstig uit het prinsbisdom Luik, dat tot de Nederlandse adel heeft behoord (en daar in 1909 uitstierf) en nog aanwezig is onder de Belgische adel.

## Geschiedenis
De stamreeks begint met de in 1470 vermelde Joris de Verver gezegd de Thier. Nakomelingen van hem hadden bestuursfuncties in de stad Luik. In 1701 werden Louis de Thier en twee van zijn broers door keizer Leopold I verheven tot ridders van het Heilige Roomse Rijk.
Te vermelden telgen:

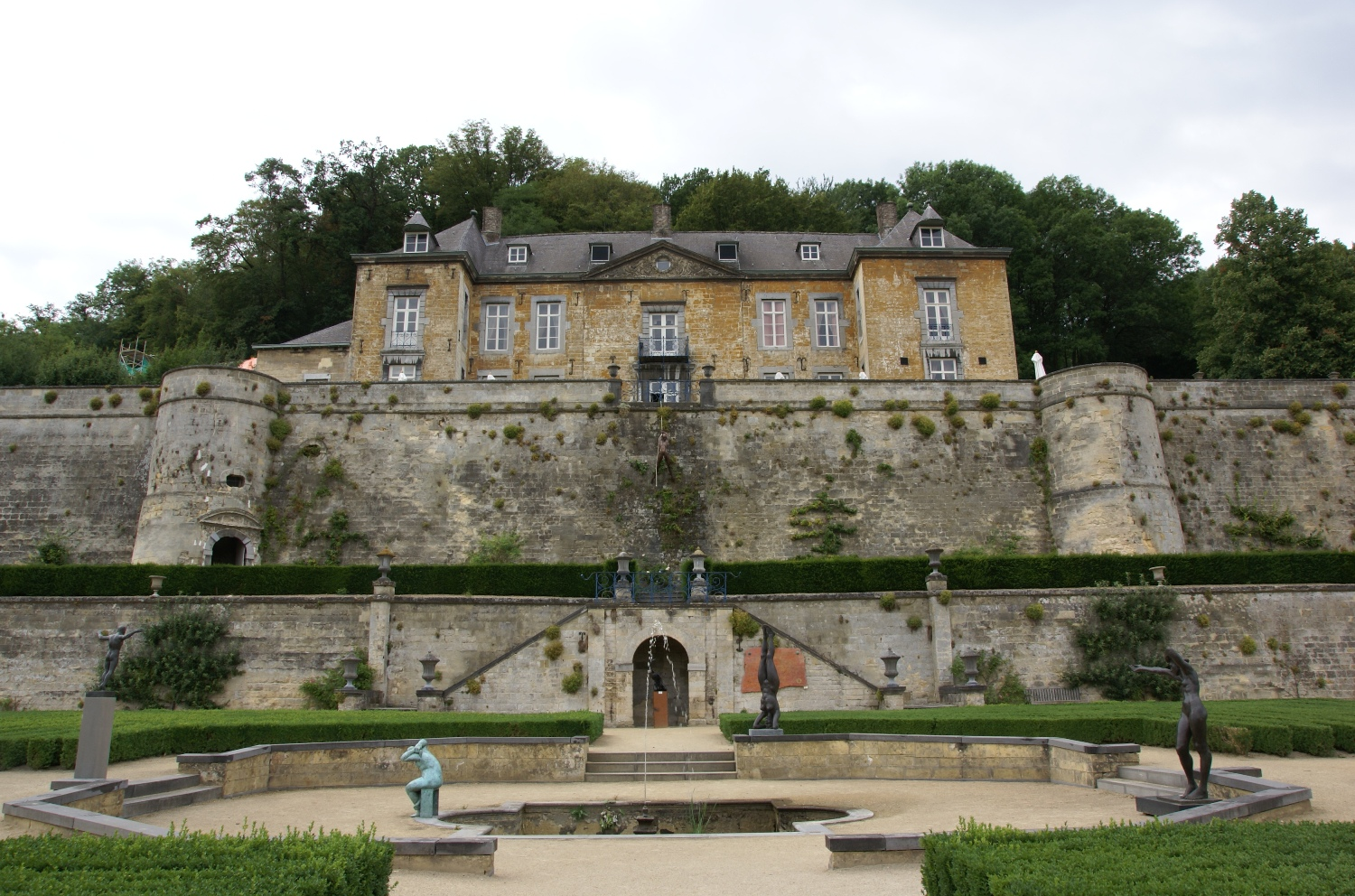
Kasteel Neercanne

- Arnold de Thier, heer van Montgauthier († 1668), schepen van Luik.
  - Louis de Thier, des H.R.Rijksridder de Thier, heer van Skeuvre, Montgauthier enz. († 1725), burgemeester van Luik.
    - François Arnould Charles de Thier, des H.R.Rijksridder de Thier, heer van Skeuvre, Montgauthier enz. (1685-1744), schepen van Luik.
      - Guillaume Joseph de Thier, des H.R.Rijksridder de Thier, heer van Montgauthier enz. (1724-1791), schepen van Luik.
        - Melchior Henri de Thier, des H.R.Rijksridder de Thier (1755-1820), luitenant.
          - Ridder Henri-Melchior de Thier (zie hieronder).
          - Ridder Melchior-Dominique de Thier (zie hieronder).

      - Nicolas-Toussaint de Thier, des H.R.Rijksridder de Thier, heer van Skeuvre (1730-1804), burgemeester van Luik.
        - Baron Ignace Frédéric Nicolas Florentin de Thier de Neercanne, heer van Neercanne enz. (1767-1848), lid Provinciale en Gedeputeerde Staten van Limburg (zie hieronder)

## Adelserkenningen
Onder het Verenigd Koninkrijk der Nederlanden werden verschillende erkenningen in de erfelijke adel toegekend.
- Bij Koninklijk Besluit van 16 februari 1816 werd Ignace Frédéric Nicolas Florentin de Thier de Nedercamme (1767-1848) benoemd in de Ridderschap van Limburg met de persoonlijke titel baron en de titel ridder voor alle mannelijke afstammelingen. Hij was lid en gedeputeerde van de Provinciale Staten en van de provincieraad van Limburg. Hij trouwde met barones Albertine de Rosen (1770-1824). Ze hadden vijf kinderen, die kozen voor het Belgisch staatsburgerschap, terwijl Ignace zelf na 1839 koos voor de Nederlandse nationaliteit. 
  - Jonkvrouw Marie Sophie Charlotte de Thier de Neercanne, vrouwe van Neercanne (1796-1867); trouwde in 1820 met Marie Joseph Hubert Guillaume de Clercx de Waroux (1787-1860), burgemeester van Alleur.
  - Felix ridder, later: baron de Thier (1801-1878) was de enige van de vijf kinderen die zorgde voor nageslacht. Hij werd in 1857 vereerd met de titel baron, overdraagbaar bij eerstgeboorte. Hij had ook maar een zoon, Alfred de Thier (1830-1902), die een enige dochter had. Hiermee doofden de naamdragers De Thier in deze tak uit.

- In 1822 werd Henri-Melchior de Thier (1790-1861) erkend in de erfelijke adel, met de titel ridder overdraagbaar op alle afstammelingen. Hij was licentiaat in de rechten en werd procureur des Konings in Hoei, nadien rechter in de rechtbank van eerste aanleg in Luik.
  - Léon de Thier (1825-1903) stichtte het dagblad La Meuse. Hij trouwde met Pauline Borgnet (1833-1874) en in tweede huwelijk met Marie Nagelmackers (1836-1912). Zij adopteerde in 1890 de drie overlevende kinderen uit het eerste huwelijk, die voortaan de naam "de Thier Nagelmackers" droegen.
    - Maurice de Thier Nagelmackers (1867-1938) volgde zijn vader op aan het hoofd van La Meuse. Hij trouwde met Marie-Augustine Neujean (1868-1899), dochter van minister van staat Xavier Neujean, en in tweede huwelijk met Marie Boucher (1875-1961). Met afstammelingen tot heden.

- In 1822 werd Melchior Dominique Arnold de Thier (1791-1868), broer van Henri-Melchior, erkend in de erfelijke adel met de titel ridder overdraagbaar op alle afstammelingen. Hij werd substituut van de procureur des Konings in Luik, gemeenteraadslid en schepen van Luik en majoor van de Burgerwacht en zonder verder nageslacht

## Noot
1. ↑  Het NA (2010) suggereert dat het geslacht is uitgestorven en geeft niet aan dat Leon (1867-1935) nog nakomelingen in België heeft. Het NA geeft overigens ook geen verwijzing naar het deel EPN (1999).